# Lalbandi
Lalbandi (nep. लालबन्दी नगरपालिका) – gaun wikas samiti w środkowej części Nepalu  w strefie Dźanakpur w dystrykcie Sarlahi. Według nepalskiego spisu powszechnego z 2001 roku liczył on 2141 gospodarstw domowych i 11263 mieszkańców (5662 kobiet i 5601 mężczyzn).